# APG-rendszer
Az APG-rendszer modern növényrendszertani osztályozás, amit 1998 őszén publikált az Angiosperm Phylogeny Group az Annals of the Missouri Botanical Gardenben. A rendszer annyiban szokatlan, hogy nem próbálkozik a teljes körű bizonyítással, mindössze három gén DNS-szekvenciáinak kladisztikus vizsgálatára épül (két kloroplasztisz- és egy riboszomális gén). Bár a rendszer kizárólag molekuláris bizonyítékokra van alapozva, a benne kialakított csoportosítást más bizonyítékok is alátámasztják, például a pollen morfológiai vizsgálata alátámasztja a kétszikűek szétválasztását a valódi kétszikűekre és a kétszikűek maradékára.
A rendszer eléggé vitatott a család-szintű döntéseiben, mivel számos jól bevált családot választott részekre, míg másokat összevont. Szintén meglehetősen szokatlan, hogy a rend fölött nem használ formális botanikai megnevezéseket – a rend fölötti szintek csak kládként vannak definiálva, olyan nevekkel mint egyszikűek (monocots), valódi kétszikűek (eudicots), rosids vagy asterids. Ráadásul az eredeti APG rendszerbe néhány nem monofiletikus családot is be kellett venni (mivel akkor még nem állt rendelkezésre elég adat a pontosabb besoroláshoz), ezek a lenti listában az opcionálisan összevont családok.
2003-ban felváltotta a javított kiadás (APG, 2003), ami APG II 2003 vagy egyszerűen APG II néven ismeretes. Míg az APG főleg a rendekre koncentrált, az APG II a családok pontosabb besorolására is hangsúlyt fektetett. 2009 végén jelent meg a következő revízió, a még több molekuláris genetikai adat alapján még pontosabb leírást tartalmazó APG III-rendszer, 2016-ban pedig annak az utódja, az APG IV-rendszer.
A rendszer főbb csoportjai (az összes klád) a következők:
- zárvatermők (angiosperms):
egyszikűek (monocots)
commelinoids
valódi kétszikűek (eudicots)
core eudicots
rosids
eurosids I (fabids)
eurosids II (malvids)
asterids
euasterids I (lamiids)
euasterids II (campanulids)

Színes ábrázolás Archiválva 2006. augusztus 22-i dátummal a Wayback Machine-ben
Az APG-rendszer 462 családot és 40 rendet ismer, amik az alábbiakban megtalálhatók. Az al-listák elején azok a családok vagy rendek találhatók, amik nem tartoznak további kládba, szögletes zárójelben pedig az opcionálisan összevont családok:
- Zárvatermők klád
Amborellaceae család
Austrobaileyaceae család
Canellaceae család
Chloranthaceae család
Hydnoraceae család
Illiciaceae család
Nymphaeaceae család [+ Cabombaceae család]
Rafflesiaceae család
Schisandraceae család
Trimeniaceae család
Winteraceae család
Ceratophyllales rend
Ceratophyllaceae család
Laurales rend
Atherospermataceae család
Calycanthaceae család
Gomortegaceae család
Hernandiaceae család
Lauraceae család
Monimiaceae család
Siparunaceae család
Magnoliales rend
Annonaceae család
Degeneriaceae család
Eupomatiaceae család
Himantandraceae család
Magnoliaceae család
Myristicaceae család
Piperales rend
Aristolochiaceae család
Lactoridaceae család
Piperaceae család
Saururaceae család
egyszikűek klád
Corsiaceae család
Japonoliriaceae család
Nartheciaceae család
Petrosaviaceae család
Triuridaceae család
Acorales rend
Acoraceae család
Alismatales rend
Alismataceae család
Aponogetonaceae család
Araceae család
Butomaceae család
Cymodoceaceae család
Hydrocharitaceae család
Juncaginaceae család
Limnocharitaceae család
Posidoniaceae család
Potamogetonaceae család
Ruppiaceae család
Scheuchzeriaceae család
Tofieldiaceae család
Zosteraceae család
Asparagales rend
Agapanthaceae család
Agavaceae család
Alliaceae család
Amaryllidaceae család
Anemarrhenaceae család
Anthericaceae család
Aphyllanthaceae család
Asparagaceae család
Asphodelaceae család
Asteliaceae család
Behniaceae család
Blandfordiaceae család
Boryaceae család
Convallariaceae család
Doryanthaceae család
Hemerocallidaceae család
Herreriaceae család
Hyacinthaceae család
Hypoxidaceae család
Iridaceae család
Ixioliriaceae család
Lanariaceae család
Laxmanniaceae család
Orchidaceae család
Tecophilaeaceae család
Themidaceae család
Xanthorrhoeaceae család
Xeronemataceae család
Dioscoreales rend
Burmanniaceae család
Dioscoreaceae család
Taccaceae család
Thismiaceae család
Trichopodaceae család
Liliales rend
Alstroemeriaceae család
Campynemataceae család
Colchicaceae család
Liliaceae család
Luzuriagaceae család
Melanthiaceae család
Philesiaceae család
Ripogonaceae család
Smilacaceae család
Pandanales rend
Cyclanthaceae család
Pandanaceae család
Stemonaceae család
Velloziaceae család
commelinoids klád
Abolbodaceae család
Bromeliaceae család
Dasypogonaceae család
Hanguanaceae család
Mayacaceae család
Rapateaceae család
Arecales rend
Arecaceae család
Commelinales rend
Commelinaceae család
Haemodoraceae család
Philydraceae család
Pontederiaceae család
Poales rend
Anarthriaceae család
Centrolepidaceae család
Cyperaceae család
Ecdeiocoleaceae család
Eriocaulaceae család
Flagellariaceae család
Hydatellaceae család
Joinvilleaceae család
Juncaceae család
Poaceae család
Prioniaceae család
Restionaceae család
Sparganiaceae család
Thurniaceae család
Typhaceae család
Xyridaceae család
Zingiberales rend
Cannaceae család
Costaceae család
Heliconiaceae család
Lowiaceae család
Marantaceae család
Musaceae család
Strelitziaceae család
Zingiberaceae család
valódi kétszikűek klád
Buxaceae család
Didymelaceae család
Sabiaceae család
Trochodendraceae család [+ Tetracentraceae család]
Proteales rend
Nelumbonaceae család
Platanaceae család
Proteaceae család
Ranunculales rend
Berberidaceae család
Circaeasteraceae család [+ Kingdoniaceae család]
Eupteleaceae család
Lardizabalaceae család
Menispermaceae család
Papaveraceae család [+ Fumariaceae család és Pteridophyllaceae család]
Ranunculaceae család
core eudicots klád
Aextoxicaceae család
Berberidopsidaceae család
Dilleniaceae család
Gunneraceae család
Myrothamnaceae család
Vitaceae család
Caryophyllales rend
Achatocarpaceae család
Aizoaceae család
Amaranthaceae család
Ancistrocladaceae család
Asteropeiaceae család
Basellaceae család
Cactaceae család
Caryophyllaceae család
Didiereaceae család
Dioncophyllaceae család
Droseraceae család
Drosophyllaceae család
Frankeniaceae család
Molluginaceae család
Nepenthaceae család
Nyctaginaceae család
Physenaceae család
Phytolaccaceae család
Plumbaginaceae család
Polygonaceae család
Portulacaceae család
Rhabdodendraceae család
Sarcobataceae család
Simmondsiaceae család
Stegnospermataceae család
Tamaricaceae család
Santalales rend
Olacaceae család
Opiliaceae család
Loranthaceae család
Misodendraceae család
Santalaceae család
Saxifragales rend
Altingiaceae család
Cercidiphyllaceae család
Crassulaceae család
Daphniphyllaceae család
Grossulariaceae család
Haloragaceae család
Hamamelidaceae család
Iteaceae család
Paeoniaceae család
Penthoraceae család
Pterostemonaceae család
Saxifragaceae család
Tetracarpaeaceae család
rosids klád
Aphloiaceae család
Crossosomataceae család
Ixerbaceae család
Krameriaceae család
Picramniaceae család
Podostemaceae család
Stachyuraceae család
Staphyleaceae család
Tristichaceae család
Zygophyllaceae család
Geraniales rend
Francoaceae család
Geraniaceae család [+ Hypseocharitaceae család]
Greyiaceae család
Ledocarpaceae család
Melianthaceae család
Vivianiaceae család
eurosids I klád
Celastraceae család
Huaceae család
Parnassiaceae család [+ Lepuropetalaceae család]
Stackhousiaceae család
Cucurbitales rend
Anisophylleaceae család
Begoniaceae család
Coriariaceae család
Corynocarpaceae család
Cucurbitaceae család
Datiscaceae család
Tetramelaceae család
Fabales rend
Fabaceae család
Polygalaceae család
Quillajaceae család
Surianaceae család
Fagales rend
Betulaceae család
Casuarinaceae család
Fagaceae család
Juglandaceae család
Myricaceae család
Nothofagaceae család
Rhoipteleaceae család
Ticodendraceae család
Malpighiales rend
Achariaceae család
Balanopaceae család
Caryocaraceae család
Chrysobalanaceae család
Clusiaceae család
Dichapetalaceae család
Erythroxylaceae család
Euphorbiaceae család
Euphroniaceae család
Flacourtiaceae család
Goupiaceae család
Hugoniaceae család
Humiriaceae család
Hypericaceae család
Irvingiaceae család
Ixonanthaceae család
Lacistemaceae család
Linaceae család
Malesherbiaceae család
Malpighiaceae család
Medusagynaceae család
Ochnaceae család
Pandaceae család
Passifloraceae család
Putranjivaceae család
Quiinaceae család
Rhizophoraceae család
Salicaceae család
Scyphostegiaceae család
Trigoniaceae család
Turneraceae család
Violaceae család
Oxalidales rend
Cephalotaceae család
Connaraceae család
Cunoniaceae család
Elaeocarpaceae család
Oxalidaceae család
Tremandraceae család
Rosales rend
Barbeyaceae család
Cannabaceae család
Cecropiaceae család
Celtidaceae család
Dirachmaceae család
Elaeagnaceae család
Moraceae család
Rhamnaceae család
Rosaceae család
Ulmaceae család
Urticaceae család
eurosids II klád
Tapisciaceae család
Brassicales rend
Akaniaceae család [+ Bretschneideriaceae család]
Bataceae család
Brassicaceae család
Caricaceae család
Emblingiaceae család
Gyrostemonaceae család
Koeberliniaceae család
Limnanthaceae család
Moringaceae család
Pentadiplandraceae család
Resedaceae család
Salvadoraceae család
Setchellanthaceae család
Tovariaceae család
Tropaeolaceae család
Malvales rend
Bixaceae család [+ Cochlospermaceae család]
Cistaceae család
Cochlospermaceae család
Diegodendraceae család
Dipterocarpaceae család
Malvaceae család
Muntingiaceae család
Neuradaceae család
Sarcolaenaceae család
Sphaerosepalaceae család
Thymelaeaceae család
Myrtales rend
Alzateaceae család
Combretaceae család
Crypteroniaceae család
Heteropyxidaceae család
Lythraceae család
Melastomataceae család
Memecylaceae család
Myrtaceae család
Oliniaceae család
Onagraceae család
Penaeaceae család
Psiloxylaceae család
Rhynchocalycaceae család
Vochysiaceae család
Sapindales rend
Anacardiaceae család
Biebersteiniaceae család
Burseraceae család
Kirkiaceae család
Meliaceae család
Nitrariaceae család [+ Peganaceae család]
Rutaceae család

- Sapindaceae család
Simaroubaceae család
asterids klád
Cornales rend
Cornaceae család [+ Nyssaceae család]
Grubbiaceae család
Hydrangeaceae család
Hydrostachyaceae család
Loasaceae család
Ericales rend
Actinidiaceae család
Balsaminaceae család
Clethraceae család
Cyrillaceae család
Diapensiaceae család
Ebenaceae család
Ericaceae család
Fouquieriaceae család
Halesiaceae család
Lecythidaceae család
Marcgraviaceae család
Myrsinaceae család
Pellicieraceae család
Polemoniaceae család
Primulaceae család
Roridulaceae család
Sapotaceae család
Sarraceniaceae család
Styracaceae család
Symplocaceae család
Ternstroemiaceae család
Tetrameristaceae család
Theaceae család
Theophrastaceae család
 euasterids I klád
Boraginaceae család
Plocospermataceae család
Vahliaceae család
Garryales rend
Aucubaceae család
Eucommiaceae család
Garryaceae család
Oncothecaceae család
Gentianales rend
Apocynaceae család
Gelsemiaceae család
Gentianaceae család
Loganiaceae család
Rubiaceae család
Lamiales rend
Acanthaceae család
Avicenniaceae család
Bignoniaceae család
Buddlejaceae család
Byblidaceae család
Cyclocheilaceae család
Gesneriaceae család
Lamiaceae család
Lentibulariaceae család
Myoporaceae család
Oleaceae család
Paulowniaceae család
Pedaliaceae család [+ Martyniaceae család]
Phrymaceae család
Plantaginaceae család
Schlegeliaceae család
Scrophulariaceae család
Stilbaceae család
Tetrachondraceae család
Verbenaceae család
Solanales rend
Convolvulaceae család
Hydroleaceae család
Montiniaceae család
Solanaceae család
Spenocleaceae család
euasterids II klád
Adoxaceae család
Bruniaceae család
Carlemanniaceae család
Columelliaceae család [+ Desfontainiaceae család]
Eremosynaceae család
Escalloniaceae család
Icacinaceae család
Polyosmaceae család
Sphenostemonaceae család
Tribelaceae család
Apiales rend
Apiaceae család
Araliaceae család
Aralidiaceae család
Griseliniaceae család
Melanophyllaceae család
Pittosporaceae család
Torricelliaceae család
Aquifoliales rend
Aquifoliaceae család
Helwingiaceae család
Phyllonomaceae család
Asterales rend
Alseuosmiaceae család
Argyrophyllaceae család
Asteraceae család
Calyceraceae család
Campanulaceae család [+ Lobeliaceae család]
Carpodetaceae család
Donatiaceae család
Goodeniaceae család

- Menyanthaceae család
Pentaphragmataceae család
Phellinaceae család
Rousseaceae család
Stylidiaceae család
Dipsacales rend
Caprifoliaceae család
Diervillaceae család
Dipsacaceae család
Linnaeaceae család
Morinaceae család
Valerianaceae család

Megjegyzés: a „+ …” opcionálisan összevont családot jelent, ami leválasztható az őt megelőző családról.
- Bizonytalan besorolású családok
Balanophoraceae család
Bonnetiaceae család
Cardiopteridaceae család
Ctenolophonaceae család
Cynomoriaceae család
Cytinaceae család
Dipentodontaceae család
Elatinaceae család
Geissolomataceae család
Hoplestigmataceae család
Kaliphoraceae család
Lepidobotryaceae család
Lissocarpaceae család
Lophopyxidaceae család
Medusandraceae család
Mettenusiaceae család
Mitrastemonaceae család
Paracryphiaceae család
Pentaphylacaceae család
Peridiscaceae család
Plagiopteraceae család
Pottingeriaceae család
Sladeniaceae család
Strasburgeriaceae család
Tepuianthaceae család